# Ökumenisches Zentrum
Ein Ökumenisches Zentrum vereint ein oder mehrere Gebäude, die von mehreren christlichen Konfessionen genutzt werden. Es ist damit eine moderne Form bzw. eine Weiterentwicklung der Simultankirche.
Im Allgemeinen wird unter einem ökumenischen Zentrum ein Zentrum der beiden volkskirchlichen Konfessionen – römisch-katholisch und evangelisch (je nach Landeskirche evangelisch-lutherisch, -reformiert oder -uniert) – verstanden. Es gibt aber auch ökumenische Zentren, die mehr oder auch andere christliche Konfessionen vereinen, oft mit Gemeindehaus-, Bildungs- und Begegnungscharakter, manchmal ohne gottesdienstliche Räume. Sparzwänge und die Herabstufung der Ökumene in der Priorität der Volkskirchen führten zum Verlust der Selbständigkeit von Gemeinden in den Zentren. Zum Teil hat auch einer der beiden volkskirchlichen Partner das gemeinsame ökumenische Zentrum verlassen bzw. gehört von Anfang an nicht dazu.
Der ökumenische Aufbruch in der römisch-katholischen Kirche seit dem Ökumenismusdekret Unitatis redintegratio des II. Vatikanischen Konzils vom 21. November 1964 mit der Abkehr von der Rückkehr-Ökumene und der Beteiligung der römisch-katholischen Kirche an der ökumenischen Bewegung führt in Deutschland dazu, das neue Denken auch im Kirchenbau, vor allem in Neubaugebieten, zu manifestieren.

## Liste der ökumenischen Zentren

### Beide Gemeinden sind eigenständige Pfarr-/Kirchengemeinden
| Einweihungsdatum                | Name                                                                  | Ort                     | Diözese/Landeskirche               |
| ------------------------------- | --------------------------------------------------------------------- | ----------------------- | ---------------------------------- |
| 15.12.1974 Neubau 21./22.8.1982 | Ökumenisches Kirchenzentrum „Arche“ St. Franziskus/Stephanus          | Neckargemünd            | Freiburg / Baden                   |
| 6./7.12.1975                    | Ökumenisches Zentrum Lengfeld                                         | Würzburg-Lengfeld       | Würzburg / Bayern                  |
| 5.12.1976                       | Ökumenisches Zentrum St. Jakobus/Pilgerpfad                           | Frankenthal             | Speyer / Pfalz                     |
| 1./2.11.1980                    | Ökumenisches Gemeindezentrum St. Jakobus/Philippuskirchengemeinde     | Darmstadt-Kranichstein  | Mainz / Hessen-Nassau              |
| 2.5.1982                        | Ökumenisches Kirchencentrum St. Maximilian Kolbe / Bonhoeffergemeinde | Hannover-Mühlenberg     | Hildesheim / Hannover              |
| 7.12.1986                       | Kirchenzentrum St. Maximilian-Kolbe/Martin-Niemöller-Kirche           | Nürnberg-Langwasser     | Eichstätt / Bayern                 |
| 15.12.1986                      | Ökumenisches Zentrum St. Thomas Morus/Versöhnungsgemeinde             | Karlsruhe-Oberreut      | Freiburg / Baden                   |
| 2.12.1990                       | Ökumenisches Zentrum Vater-unser-/Christuskirchengemeinde             | Böblingen-Diezenhalde   | Rottenburg-Stuttgart / Württemberg |
| 4.5.2005                        | Ökumenisches Zentrum St. Florian/Sophienkirche                        | München Messestadt Riem | München-Freising / Bayern          |

### Eine oder beide Gemeinden sind Filialgemeinden
| Einweihungsdatum           | Name                                                                  | Ort                             | Diözese/Landeskirche               |
| -------------------------- | --------------------------------------------------------------------- | ------------------------------- | ---------------------------------- |
| 1971 / 21.9.1997 (Kapelle) | Ökumenisches Zentrum Asemwald                                         | Stuttgart-Asemwald              | Rottenburg-Stuttgart / Württemberg |
| 14.10.1973                 | Ökumenisches Zentrum Thomaskirche                                     | Marburg-Richtsberg              | Fulda / Kurhessen-Waldeck          |
| 15.12.1973                 | Ökumenisches Gemeindezentrum Bergwald                                 | Karlsruhe-Bergwald              | Freiburg / Baden                   |
| 31.3.1974                  | Ökumenisches Zentrum Frieden Christi/Olympiakirche                    | München-Olympiapark             | München-Freising / Bayern          |
| 21.9.1974                  | Ökumenisches Zentrum St. Stephanus                                    | Lüneburg-Kaltenmoor             | Hildesheim / Hannover              |
| 1974                       | Ökumenisches Zentrum Gemeindezentrum Heilig-Geist / Versöhnungskirche | Ratingen-West                   | Köln / Rheinland                   |
| 14.12.1975                 | Ökumenisches Kirchenzentrum Parkstadt Solln St. Ansgar/Petruskirche   | München-Solln                   | München-Freising / Bayern          |
| 1976                       | Ökumenisches Zentrum Wartberg                                         | Wertheim-Wartberg               | Freiburg / Baden                   |
| 1976                       | Gemeinsames Kirchenzentrum Meschede                                   | Meschede                        | Paderborn / Westfalen              |
| 28.11.1976                 | Ökumenisches Gemeindezentrum St. Andreas/Jakobus                      | Hagen-Helfe                     | Paderborn / Westfalen              |
| 28.11.1976                 | Ökumenisches Zentrum St. Vizelin/St. Johannisgemeinde                 | Hameln-Klein Berkel             | Hildesheim / Hannover              |
| 23.4.1978                  | Ökumenisches Zentrum St. Georg/Johannesgemeinde                       | St. Georgen/Schwarzwald         | Freiburg / Baden                   |
| 20.1.1980                  | Ökumenisches Zentrum Neugereut                                        | Stuttgart-Neugereut             | Rottenburg-Stuttgart / Württemberg |
| 1980                       | Ökumenisches Zentrum St. Johannes der Täufer / Matthäusgemeinde       | Offenburg-Weier                 | Freiburg / Baden                   |
| 25.5.1980                  | Ökumenisches Zentrum St. Birgitta/Thomasgemeinde                      | Kiel-Mettenhof                  | Hamburg / Nordkirche               |
| 20.9.1980                  | Ökumenisches Zentrum Herz Jesu/Versöhnungsgemeinde                    | Stegen                          | Freiburg / Baden                   |
| 1981                       | Ökumenisches Zentrum „Arche“                                          | Zimmern ob Rottweil             | Rottenburg-Stuttgart / Württemberg |
| 1981                       | Ökumenisches Zentrum St. Franziskus                                   | Ulm-Wiblingen                   | Rottenburg-Stuttgart / Württemberg |
| 1982                       | Ökumenisches Zentrum St. Edith Stein / Emmauskirche                   | Bonn – Brüser Berg              | Köln / Rheinland                   |
| 29.10.1983 / 27.1.1985     | Kirche in Grünau St. Martin / Pauluskirchgemeinde                     | Leipzig-Grünau                  | Dresden-Meißen / Sachsen           |
| 1985                       | Ökumenisches Zentrum (Neubau 1995)                                    | Neckarelz                       | Freiburg / Baden                   |
| 1986                       | Ökumenisches Zentrum Peter und Paul                                   | Aalen                           | Rottenburg-Stuttgart / Württemberg |
| 1986                       | Ökumenisches Zentrum Heilig-Geist-Kirche                              | Börtlingen                      | Rottenburg-Stuttgart / Württemberg |
| 9.1986                     | Ökumenisches Zentrum St. Stephanus/Stephanushaus                      | Nürtingen-Rossdorf              | Rottenburg-Stuttgart / Württemberg |
| 25.10.1987                 | Ökumenisches Zentrum St. Clemens/St. Andreas                          | Nürnberg-Thon                   | Bamberg / Bayern                   |
| 13.3.1988                  | Ökumenisches Gemeindezentrum Hl. Dreifaltigkeit / Versöhnungskirche   | Heidenheim-Mittelrain           | Rottenburg-Stuttgart / Württemberg |
| 10.6.1988                  | Ökumenisches Haus der Begegnung MARIA UND JOHANNES UNTER DEM KREUZ    | Waiblingen-Korber Höhe          | Rottenburg-Stuttgart / Württemberg |
| 1988                       | Ökumenisches Kirchenzentrum Heilig-Geist                              | Ahnatal-Kammerberg              | Fulda / Kurhessen-Waldeck          |
| 1990                       | Ökumenisches Gemeindezentrum Maria Trost                              | Tamm-Hohenstange                | Rottenburg-Stuttgart / Württemberg |
| 11.10.1992                 | Ökumenisches Kurseelsorgezentrum Emmauskirche                         | Bad Griesbach                   | Passau / Bayern                    |
| 1993                       | Ökumenisches Zentrum St. Stephan/St. Martin                           | München-Putzbrunn               | München-Freising / Bayern          |
| 3.10.1993                  | Ökumenisches Gemeindezentrum St. Franziskus / Nikodemuskirche         | Sindelfingen-Hinterweil         | Rottenburg-Stuttgart / Württemberg |
| 1998                       | Ökumenische Heilig-Geist-Kirche                                       | Remseck-Pattonville             | Rottenburg-Stuttgart / Württemberg |
| 1998                       | Ökumenisches Zentrum Kirch am Eck                                     | Tübingen, Französisches Viertel | Rottenburg-Stuttgart / Württemberg |
| 19.10.1999                 | Ökumenisches Zentrum St. Heinrich/Maria Magdalena                     | Fürth-Kalbsiedlung              | Bamberg / Bayern                   |
| 2002                       | Kirche im Vauban                                                      | Freiburg-Vauban                 | Freiburg / Baden                   |
| 30.11.2003                 | Ökumenisches Zentrum St. Ida                                          | Gelsenkirchen                   | Essen / Westfalen                  |
| 25.7.2004                  | Ökumenisches Zentrum St. Maria Magdalena                              | Freiburg-Rieselfeld             | Freiburg / Baden                   |

### Häuser der Begegnung ohne regelmäßigen Gottesdienst der Ortskirchen
| Einweihungsdatum | Name                                                   | Ort                     | Diözese/Landeskirche               |
| ---------------- | ------------------------------------------------------ | ----------------------- | ---------------------------------- |
| 23.6.1968        | Ökumenisches Lebenszentrum                             | Ottmaring               | Augsburg / Bayern                  |
| 1974             | Stiftung Kloster Frenswegen                            | Nordhorn                | Osnabrück / Hannover               |
| 13.12.1975       | Ökumenisches Thomashaus                                | Kornwestheim            | Rottenburg-Stuttgart / Württemberg |
| 10.10.1976       | Ökumenisches Gemeindehaus                              | Heiningen               | Rottenburg-Stuttgart / Württemberg |
| 7.6.1978         | Ökumenisches Zentrum der Hochschulgemeinde             | Stuttgart-Vaihingen     | Rottenburg-Stuttgart / Württemberg |
| 9.1978           | Ökumenisches Zentrum Christuskirche                    | Frankfurt/Main          | Limburg / Hessen-Nassau            |
| 19.9.1987        | Haus der Kirchen                                       | Erkrath-Hochdahl        | Köln / Rheinland                   |
| 1988             | Haus der Kirche                                        | Lustadt                 | Speyer / Pfalz                     |
| 20.9.1989        | Ökumenisches Gemeindezentrum                           | Wetzlar-Naunheim        | Limburg / Hessen-Nassau            |
| 1990             | Ökumenisches Informationszentrum                       | Dresden                 | Dresden-Meißen / Sachsen           |
| 1993             | Ökumenisches Zentrum Ezach                             | Leonberg-Eltingen       | Rottenburg-Stuttgart / Württemberg |
| 1995             | Ökumenisches Zentrum Katakombe                         | Stuttgart-Bad Cannstatt | Rottenburg-Stuttgart / Württemberg |
| 1.1997           | Ökumenisches Kirchenzentrum Neue Mitte                 | Oberhausen              | Essen / Rheinland                  |
| 1997             | Ökumenisches Zentrum                                   | Oldenburg               | Münster / Oldenburg                |
| 5.6.1999         | Ökumenische Begegnungsstätte                           | Krefeld-Hüls            | Köln / Rheinland                   |
| 22.2.2000        | Ökumenisches Zentrum Burgholzhof                       | Stuttgart-Burgholzhof   | Rottenburg-Stuttgart / Württemberg |
| 2000             | Ökumenisches Bildungszentrum sanctclara                | Mannheim                | Freiburg / Baden                   |
| 2002             | St. Nikolaus – Ökumenisches Zentrum der City-Seelsorge | Aachen                  | Aachen / Rheinland                 |
| 8.2008           | Ökumenisches Familienzentrum Haranni                   | Herne                   | Paderborn / Westfalen              |
| 5.12.2008        | Ökumenische Kapelle im Ökumenischen Forum              | Hamburg-Hafencity       | Hamburg / Nordkirche               |
| 1.4.2012         | Ökumenisches Gemeindehaus K2O                          | Nürtingen-Oberensingen  | Rottenburg-Stuttgart / Württemberg |

### Liste der ökumenischen Zentren, die nicht (mehr) von beiden großen volkskirchlichen Partnern getragen werden
| Ort                      | Name                                                        | Zeit des Bestehens                         |
| ------------------------ | ----------------------------------------------------------- | ------------------------------------------ |
| Adenau                   | Ökumenisches Gemeindezentrum Johanniter-Komturei            | 1979–2003                                  |
| Baunatal                 | Evangelisch-Katholisches Kirchenzentrum                     | 1973–2004                                  |
| Bielefeld-Sennestadt     | Beckhof-Kirche                                              | 1959–2009                                  |
| Bochum-Querenburg        | Ökumenisches Forum, Apostelkirche im Unicenter              | 1975–2012                                  |
| Essen-Kettwig            | Ökumenisches Zentrum St. Matthias                           | 1983–2014                                  |
| Gärtingen                | Evangelisch-Katholisches Gemeindehaus                       | 1973–2014                                  |
| Hamburg-Bergedorf        | Ökumenisches Zentrum FesteBurg                              | 2001–2005                                  |
| Hamburg-Harburg          | Raum der Stille im Duckdalben – international seamen’s club | seit 13.8.1986, evang. Träger              |
| Karlsruhe                | Ökumenisches Gemeindezentrum Maria Magdalena                | 1996–2011                                  |
| Magdeburg                | Lothar-Kreyssig-Ökumenezentrum                              | seit 2009, evang. Träger                   |
| München-Neuperlach       | Stephanszentrum                                             | 1975–2009                                  |
| Recklinghausen-Quellberg | Ökumenisches Gemeindezentrum Arche Hillerheide              | 1982–2009                                  |
| Potsdam-Kirchsteigfeld   | Ökumenisches Gemeindezentrum Versöhnungskirche              | seit 30.11.1997, evangelisch/methodistisch |
| Schwelm                  | Ökumenisches Zentrum Heilig Geist                           | 2005–2010                                  |
| Siegen-Fischbacherberg   | Gemeinsames Kirchenzentrum                                  | 1979–2003                                  |